# Костриця волзька
Костриця волзька (Festuca wolgensis, syn. Festuca arietina) — вид однодольних квіткових рослин з родини злакових (Poaceae).

## Опис
Це багаторічна рослина 30–60(75) см заввишки. Листки зелені, 0.4—0.6(0.8) мм в діаметрі, довгі, полеглі. Волоть (4)7—11(13) см завдовжки. Колоски 7–11 мм завдовжки. Нижня квіткова луска 2—5 (5.5) мм у довжину, з остюком 1—2.5 мм у довжину. Цвітіння: травень і червень.

## Поширення
Вид росте в Євразії від пн.-сх. України до зх. Сибіру.
В Україні вид росте на піщаних терасах у борах та суборях — у сх. ч. Лівобережного Лісостепу та Степу, зрідка. (В Охтирському та Лебединського р-нах Сумської обл.; у Готвальдівському, Дергачівському та Чугуївському р-нах Харківської обл.).